# C18H24N2
化学式C18H24N2（摩尔质量：268.404 g/mol）可能指：
- 6PPD，CAS号：793-24-8
- 8-甲基-1-丙基麦角灵，CAS号：98931-08-9
- 4,4'-二叔丁基-2,2'-联吡啶，CAS号：72914-19-3
- N,N'-二苄基-1,4-丁二胺，CAS号：31719-05-8
- N,N'-二苯基-1,6-己二胺，CAS号：1155-66-4

|  | 这个同类索引页列出了具有相同分子式的化学物（即同分異構體）条目。 除非您是有意链接至本页，否则应将相应条目的内部链接指向正确的条目。 |